# Kim Si-a
Dans ce nom coréen, le nom de famille, Kim, précède le nom personnel.
Pour les articles homonymes, voir Kim.
Kim Si-a (hangeul : 김시아 ; RR : Gim Si-a ; MR : Kim Sia) est une actrice sud-coréenne,  née le 6 mai 2008 à Séoul (Gyeonggi).

## Biographie

### Jeunesse
Kim Si-a naît le 6 mai 2008 à Séoul. Elle une sœur cadette, Kim Bo-min, qui est également une actrice.
Au milieu des années 2010, elle fréquente la Seoul Daewang Elementary School dans le quartier de Gangnam.

### Carrière
En 2018, Kim Si-a commence sa carrière au cinéma, dans le film policier Miss Baek de Lee Ji-won qui rencontre un succès, pour lequel elle obtient les prix de la meilleure actrice et de la meilleure jeune actrice au Festival du film asiatique de Charm el-Cheikh, ainsi que le prix d'or de la cinématographie,.

« Parmi 600 jeunes candidates, on a choisi une fille de onze ans, nommée Kim Si-a, qui n'avait aucune expérience d'actrice. J'ai essayé de me rapprocher d'elle presque tous les jours avant le tournage et, en discutant de pas mal de choses, j'ai été vraiment surprise de la voir manger peu et de ne pas se laver les cheveux pour rentrer dans le personnage. Personne ne lui a demandé. À cet âge-là, elle a fait comme si elle avait déjà pratiqué la méthode du théâtre. »

— Lee Ji-won, réalisatrice de Miss Baek
La même année, elle apparaît dans le film catastrophe Destruction finale de Kim Byeong-seo et Lee Hae-joon.
Mi-janvier 2019, elle signe un accord exclusif avec Mystic Entertainment.
Elle décroche ensuite des rôles notables dans le film dramatique The House of Us (2019) de Yoon Ga-eun — qui est également présenté, entre autres, à la clôture du Festival du film coréen à Paris, en novembre 2019, puis dans les séries télévisées Kingdom (2021), The Silent Sea (2021) et Sweet Home (2023-2024).
Mi-janvier 2024, elle quitte Mystic Entertainment pour signer un nouveau contrat avec BH Entertainment.

## Filmographie

### Longs métrages
- 2018 : Miss Baek (en) (미쓰백) de Lee Ji-won : Kim Ji-eun (premier long métrage)
- 2018 : Destruction finale (백두산) de Kim Byeong-seo et Lee Hae-joon : Soon-ok
- 2019 : The House of Us (ko) (우리집) de Yoon Ga-eun : Yoo-mi
- 2019 : The Closet (클로젯) de Kim Kwang-bin : Myeong-jin
- 2023 : Kill Bok-soon (길복순) de Byun Sung-hyun : Gil Jae-yeong

### Séries télévisées
- 2019 : Perfume (en) (퍼퓸) : Min Jae-hee, jeune (première série télévisée)
- 2021 : Kingdom (킹덤) : Ashie, jeune
- 2021 : The Silent Sea (고요의 바다) : Luna
- 2023-2024 : Sweet Home (스위트홈) : Seo Yi-soo